# Boaventura de Sousa Santos
Boaventura de Sousa Santos GOSE (Coimbra, 15 de novembro de 1940) é um Professor Catedrático Jubilado da Faculdade de Economia da Universidade de Coimbra, Distinguished Legal Scholar da Faculdade de Direito da Universidade de Wisconsin-Madison e Global Legal Scholar da Universidade de Warwick. Foi também diretor Emérito do Centro de Estudos Sociais e Coordenador Científico do Observatório Permanente da Justiça Portuguesa. Foi fundador e diretor do Centro de documentação 25 de Abril entre 1985 e 2011.

## Biografia
Boaventura de Sousa Santos nasceu em Coimbra. Licenciou-se em Direito pela Faculdade de Direito da Universidade de Coimbra em 1963. No final do curso, rumou a Berlim para estudar filosofia do direito. Fez uma pós-graduação e viveu a experiência dos dois mundos da guerra fria separados pelo Muro de Berlim. Dois anos depois, regressou a Coimbra e durante um breve período foi assistente da Faculdade de Direito. Em finais dos anos 1960, partiu para a Universidade de Yale com o objetivo de se doutorar. A sua tese de doutoramento, publicada pela primeira vez em português em 2015 (Direito dos Oprimidos, Almedina), é um marco fundamental na sociologia do direito, que resultou do trabalho de campo centrado em observação participante numa favela do Rio de Janeiro. Na Universidade de Coimbra, foi orientador de Luciana Zaffalon.
Foi um dos fundadores da Faculdade de Economia da Universidade de Coimbra em 1973, onde veio a criar o curso de sociologia. Em meados da década de 1980, começou a assumir estruturalmente o papel de um investigador para quem a compreensão do mundo é muito mais ampla que a compreensão ocidental do mundo. Fez investigação no Brasil, em Cabo Verde, em Macau, em Moçambique, na África do Sul, na Colômbia, na Bolívia, no Equador e na Índia. Viaja por múltiplos lugares, dando aulas e palestras e alargando o seu leque de experiências de aprendizagem. Foi um dos principais impulsionadores do Fórum Social Mundial. O espírito que envolve o Fórum é fundamental nos seus estudos da globalização contra-hegemónica, mas também na promoção da luta pela justiça cognitiva global que subjaz ao seu conceito de Epistemologias do Sul.
Dirigiu o ALICE, Espelhos Estranhos, Lições Imprevistas, um projeto que pretendeu dar continuidade à Reinvenção da Emancipação Social, repensando e renovando o conhecimento científico-social à luz das Epistemologias do Sul, com o objetivo de desenvolver novos paradigmas teóricos e políticos de transformação social.
Tem trabalhos publicados sobre globalização, sociologia do direito, epistemologia, democracia e direitos humanos. Os seus trabalhos encontram-se traduzidos em espanhol, inglês, italiano, francês e alemão.
Dos seus conceitos fundamentais, destacam-se a sociologia das ausências, a sociologia das emergências, a ecologia de saberes, a linha abissal, o pensamento pós-abissal, o epistemicídio, a interlegalidade, o Estado heterogéneo, a razão indolente, a razão metonímica e o fascismo social.
Também é poeta, autor do livro Escrita INKZ: antimanifesto para uma arte incapaz.
Participou da coordenação científica dos seguintes Programas de Doutoramento do Centro de Estudos Sociais da Universidade de Coimbra:

- Direito, Justiça e Cidadania no Século XXI;

- Democracia no Século XXI;

- Pós-Colonialismos e Cidadania Global.
Dirige as seguintes coleções:
- Saber imaginar o social;[8]

- A sociedade portuguesa perante os desafios da globalização;[9]

- Reinventar a emancipação social: para novos manifestos.[10]

## Epistemologias do Sul
Um dos eixos centrais da obra de Boaventura de Sousa Santos são as “Epistemologias do Sul”, conceito formulado por ele em 1995 e que, mais tarde, foi sendo desenvolvido em muitos livros e discursos, como, por exemplo, os proferidos imediatamente antes do Fórum Social Mundial de 2011 , em Dakar (Senegal). Este conceito, pedra angular da sua obra, refere-se à destruição, ao desprezo e à invisibilização dos conhecimentos e dos saberes que se verificou nos últimos séculos por parte do sistema epistémico eurocêntrico dominante.
O seu quadro salienta, assim, a interligação entre estas hegemonias e conceitos como o capitalismo, o colonialismo e o patriarcado, que apenas aumentaram a desigualdade universal. Em particular, sublinha que, sem reconhecer e valorizar as diversas formas de conhecimento existentes no mundo e sem ouvir as classes e os grupos sociais que sofreram sistematicamente a discriminação e a opressão causadas pelo capitalismo e pelo colonialismo, a justiça social não pode ser alcançada. Só através da promoção de alianças interculturais de conhecimento e de luta contra a opressão é que Boaventura de Sousa Santos acredita ser possível uma sociedade global mais justa e inclusiva.
No entanto, através da sua obra, Boaventura de Sousa Santos pretende incluir uma nuance importante para a compreensão das Epistemologias do Sul, que é o facto de o Sul (“território silenciado”) não dever ser entendido apenas como o território que se situa geograficamente abaixo da Europa e da América do Norte. Existe também um Sul no Norte, tal como existem grupos marginalizados e oprimidos na Europa e na América do Norte. Da mesma forma, há um Norte no Sul, constituído pelas elites locais que beneficiam do capitalismo global.
Para além do exposto, e de forma a compreender o trabalho que desenvolve, existem algumas ideias-chave subjacentes às Epistemologias do Sul:
• A compreensão do mundo é muito mais ampla do que a compreensão ocidental do mundo e a interpretação eurocêntrica do mesmo.
•A ciência moderna é um conhecimento válido, mas não é o único conhecimento válido.
• Não pode haver justiça social global sem justiça cognitiva global.
•A diversidade do mundo é infinita e a transformação social para acabar com a desigualdade e a opressão só pode ser alcançada reconhecendo e valorizando as diversas formas de atuação, pensamento e relacionamento interculturais que ocorrem no Sul global.
Assim, para as Epistemologias do Sul, o universalismo europeu é um particularismo que, através de formas de poder, muitas vezes militares, conseguiu transformar todas as outras culturas em particulares, desempoderando-as. O pensamento hegemónico ocidental foi, portanto, responsável por um epistemicídio maciço ou, por outras palavras, pela destruição e desempoderamento das sociedades do Sul Global, que se tornaram incapazes de representar o mundo como seu e de acreditar que ele poderia ser mudado pelo seu próprio poder e para os seus próprios fins.
Por conseguinte, o objetivo das Epistemologias do Sul é sensibilizar para as infinitas possibilidades de repensar o mundo com base no reconhecimento dos conhecimentos e das práticas do Sul Global, a fim de enfrentar os desafios deste século e de fazer face às ameaças à democracia, ao direito e à dignidade humana.

## Orientação política
Assumiu publicamente que sempre votou no Bloco de Esquerda e que, até fevereiro de 2022, só faltou uma vez nas várias eleições que houve em Portugal desde que esse partido existe.

## Denúncias de assédio sexual
Em 2023, Boaventura de Sousa Santos, foi mencionado num artigo sobre suspeitas de assédio sexual e moral. Os alegados casos foram denunciados numa publicação de três antigas investigadoras do Centro de Estudos Sociais, Lieselotte Viaene, Catarina Laranjeiro e Miye Nadya, autoras do texto: “As paredes falaram quando mais ninguém o fez", que faz parte do livro Sexual Misconduct in Academia. Apesar de não revelarem nomes, falam de um caso que teve como figura central um “Professor Estrela”, que passou a relacionar-se com Boaventura de Sousa Santos. Para além do Professor Estrela, o capítulo identificou outras figuras com comportamentos abusivos, nomeadamente o “Aprendiz”, que se refere a Bruno de Sena Martins, e a “Sentinela”, Maria Paula Meneses, que assumiram verem-se representados na descrição feita no artigo.  
Contactado pelo Diário de Notícias, Boaventura de Sousa Santos reconheceu-se na descrição das antigas alunas, mas negou as acusações de má conduta e afirmou nunca ter conhecido duas das co-autoras, Catarina Laranjeiro e Miye Nadya Tom. Sousa Santos afirmou reconhecer a autora principal, Lieselotte Viaene  com quem teve duas sessões no âmbito de um processo disciplinar iniciado pelo Diretor Executivo do CES. Este processo disciplinar não chegou a ser concluído, pois o contrato de Liselotte terminou em 2018 e o CES decidiu não o renovar. Apesar disso, quando ela quis candidatar-se ao Conselho Europeu de Investigação com um novo projecto, pediu que o CES fosse a instituição de acolhimento. Devido à quebra de confiança resultante do seu anterior comportamento, tal pedido foi-lhe recusado. Boaventura de Sousa Santos aponta este caso como a principal motivação para as acusações.
A ativista indígena de esquerda argentina Moira Ivana Millán já tinha relatado a um programa de rádio argentino um episódio de assédio de que alegadamente foi alvo em Coimbra, em 2010, por parte do sociólogo Boaventura de Sousa Santos. Em resposta a estas acusações, Santos divulgou uma série de provas, incluindo e-mails com Moira Millán.  . Em abril de 2023, Boaventura decidiu auto-suspender-se das suas funções no CES para facilitar as investigações.
Boaventura de Sousa Santos também escreveu um artigo de opinião publicado por vários meios de comunicação social, sublinhando a sua luta constante pela igualdade ao longo da sua carreira e manifestando, mais uma vez, a sua disponibilidade para colaborar com qualquer investigação que permita esclarecer os factos.
Entretanto, mais de 80 personalidades, como o Prémio da Paz, Adolfo Pérez Esquivel, Universidad de Buenos Aires; Alice Kessler-Harris, Emerita Professor of Columbia University (EUA); Carlos Giménez Romero, Profesor Emérito, Universidad Autónoma de Madrid; Chantal Mouffe, Emerita Professor of Westminster University, UK; Etienne Ballibar, filósofo marxista francês; Helder Macedo, Professor Emérito de Português, King’s College London; Isabel Allegro de Magalhães, Professora Emérita de Literatura Comparada, Universidade Nova de Lisboa; Mary Layoun, Emerita Professor of Comparative Literature, University of Wisconsin-Madison; Nancy Armstrong, Gilbert, Louis, and Edward Lehrman Distinguished Professor Emerita, Duke University; Ruy Braga, Professor do Departamento de Sociologia da Universidad de São Paulo; e muitos mais, assinaram um manifesto de apoio em defesa de Boaventura de Sousa Santos, que, segundo eles, "está a sofrer uma campanha de difamação baseada em acusações não provadas".  
Ángeles Castaño e Elodia Hernández, professoras da Universidade de Sevilha e da Universidade Pablo Olavide, também promotoras da Rede Ibérica de Epistemologias do Sul, escreveram um artigo de opinião no qual questionavam as acusações existentes e descreviam o texto como não cumprindo qualquer metodologia etnográfica, descrevendo a justificação metodológica como uma farsa e concluindo que tais acusações apenas ajudam a descredibilizar a Academia. 
Outro exemplo é o do economista equatoriano, Pablo Dávalos, que questiona a análise das três autoras num artigo de opinião intitulado “O caso de Boaventura de Sousa Santos: uma vingança pública que precisa de ser desconstruída”.
Há tambén o artigo de Daniel Nina, professor nas universidades de Puerto Rico Aguadilla e na Universidade Privada de Santa Cruz, na Bolívia, no qual descreve as acusações como visando: "tornar invisível a voz, a presença e o intelecto de Boaventura de Sousa Santos". 
Por seu lado, Luis Nassif, jornalista brasileiro, analisa o caso e manifesta também o seu apoio a Boaventura de Sousa Santos no seu artigo “Boaventura e os justiceiros da legalidade”.
Na sequência da publicação do capítulo acima mencionado e da negação apressada das acusações, não só por Boaventura, mas por académicos desconhedores das dinâmicas laborais nas equipas do professor catedrático denuncinado, foi criado um coletivo de vítimas de assédio sexual e moral em equipas de trabalho de Boaventura Sousa Santos. Esse coletivo, composto por ex-estudantes de doutoramento, investigadoras e docentes que trabalharam em equipas de Boaventura, começou por redigir uma carta aberta  intitulada "Não é difamação, nem é vingança. Sempre foi assédio!", à qual se seguiram outras . Em março de 2024, uma investigação de uma comissão independente sobre as acusações concluiu existirem indícios de "padrões de conduta de abuso de poder e assédio por parte de algumas pessoas que exerciam posições superiores na hierarquia do CES". No dia da apresentação dos resultados, a atual direção e a atual presidência do conselho científico do CES emitiram uma carta aberta de desculpas às vítimas. Uma vez que a comissão independente tinha o compromisso de assegurar o anonimato das denunciantes e, por essa razão, não teve condições para nomear também os acusados e investigar a fundo casos concretos, as denunciantes sairam do anonimato na sexta carta aberta e numa entrevista em que narram o contexto e alguns episódios concretos da violência que sofreram, referindo ainda os danos graves nas suas vidas profissioanis e pessoais. Uma nova investigação está a decorrer.   
A editora Routledge suspendeu a venda do livro “Sexual Misconduct in the Academy” em julho de 2023, afirmando no seu site o seguinte: “Este conteúdo está temporariamente indisponível, pois está a ser revisto”. Este facto é também referido pelo jornal Público no artigo "Disse ‘científico’?” da autoria de Graça Capinha. No início de Setembro, o capítulo das três autoras foi definitivamente eliminado pela Routledge, que mandou recolher todos os livros que ainda não tinham sido vendidos.

## Algumas obras publicadas
"as pessoas e os grupos sociais têm o direito a ser iguais quanto a diferença os inferioriza, e o direito a ser diferentes quanto a igualdade os descaracteriza"

Santos, Boaventura de Sousa. Reconhecer para libertar: os caminhos do cosmopolitanismo  multicultural. Introdução: para ampliar o cânone do reconhecimento, da diferença e da igualdade. Rio de Janeiro: Civilização Brasileira, 2003: 56.
- Português:
  - Esquerdas do mundo, uni-vos! Coimbra: Almedina, 2019 (edição brasileira: São Paulo: Boitempo, 2018).
  - O fim do império cognitivo. Belo Horizonte: Autêntica, 2019.
  - Na oficina do sociólogo artesão. Aulas 2011-2016. São Paulo: Editora Cortez, 2018.
  - Construindo as Epistemologias do Sul. Antologia. Vol II. Buenos Aires: CLACSO, 2018.
  - Construindo as Epistemologias do Sul. Antologia. Vol I. Buenos Aires: CLACSO, 2018.
  - O fim do império cognitivo. Coimbra: Almedina, 2018.
  - Pneumatóforo. Escritos Políticos, 1981-2018. Coimbra: Almedina, 2018.
  - Esquerdas do mundo, uni-vos! São Paulo: Boitempo, 2018.
  - As bifurcações da ordem. Revolução, cidade, campo e indignação. Coimbra: Almedina, 2017.
  - A difícil democracia. Reinventar as esquerdas. São Paulo: Boitempo, 2016.
  - As bifurcações da ordem. Revolução, cidade, campo e indignação. São Paulo: Cortez, 2016.
  - A justiça popular em Cabo Verde. Coimbra: Almedina, 2015 (edição brasileira: São Paulo: Editora Cortez, 2015).
  - O direito dos oprimidos. Coimbra: Editora Almedina, 2014 (edição brasileira: São Paulo: Editora Cortez, 2014).
  - A cor do tempo quando foge. Uma história do presente – crônicas 1986-2013. São Paulo: Editora Cortez, 2014.
  - Se Deus fosse um ativista dos direitos humanos. Coimbra: Editora Almedina, 2013 (edição brasileira: São Paulo: Editora Cortez, 2013).
  - Pela mão de Alice. O social e o político na pós-modernidade - 9ª edição, revista e aumentada. Coimbra: Almedina, 2013 (edição brasileira: São Paulo: Editora Cortez (14ª edição, revista e aumentada)).
  - A cor do tempo quando foge - vol. 2. Crónicas 2001-2011. Coimbra: Almedina, 2012.
  - Portugal. Ensaio contra a autoflagelação. Coimbra: Almedina, 2011 (edição brasileira: Editora Cortez, 2012, 2ª edição aumentada).
  - Para uma revolução democrática da justiça. São Paulo: Editora Cortez, 2007.
  - Poderá o direito ser emancipatório? Vitória: Faculdade de Direito e Fundação Boiteux, 2007.
  - Renovar a teoria crítica e reinventar a emancipação social. São Paulo: Boitempo Editorial, 2007.
  - A gramática do tempo. Para uma nova cultura política. Porto: Afrontamento, 2006 (edição brasileira: São Paulo: Editora Cortez, 2006 (2ª edição)).
  - Fórum Social Mundial: Manual de Uso. São Paulo: Cortez Editora, 2005 (edição portuguesa: Porto: Afrontamento, 2005).
  - A Universidade no Séc. XXI: Para uma Reforma Democrática e Emancipatória da Universidade. São Paulo: Cortez Editora, 2004 (3ª edição).
  - Democracia e Participação: O Caso do Orçamento Participativo de Porto Alegre. Porto: Afrontamento, 2002.
  - A Cor do Tempo Quando Foge. Crónicas 1985-2000. Porto: Afrontamento, 2001.
  - A Crítica da Razão Indolente: Contra o Desperdício da Experiência. Porto: Afrontamento, 2000 (2ª edição) (edição brasileira: São Paulo: Editora Cortez, 2000 (7ª edição)).
  - Reinventar a democracia. Lisboa, Gradiva (2ª edição), 1998.
  - Pela Mão de Alice: O Social e o Político na Pós-Modernidade, Porto: Afrontamento, (8ª edição), 1994. Prémio Pen Club Português (Ensaio) (edição brasileira: São Paulo: Editora Cortez, 1995 (12ª edição)).
  - Onze Teses Por Ocasião de Mais Uma Descoberta de Portugal.” Coimbraː Oficina do CES, 1990[37]
  - Estado e Sociedade em Portugal (1974-1988). Porto: Afrontamento, 1990 (3ª edição).
  - Introdução a uma Ciência Pós-Moderna. Porto: Afrontamento, 1989 (6ª edição) (edição brasileira: São Paulo: Graal (3ª edição)).
  - Um Discurso sobre as Ciências. Porto, Afrontamento, 1988 (15ª edição) (edição brasileira: São Paulo: Editora Cortez, 2003 (7ª edição em 2010)).

- Inglês:
  - The End of the Cognitive Empire: The Coming of Age of Epistemologies of the South. Durham and London: Duke University Press, 2018.
  - Decolonising the University. The Challenge of Deep Cognitive Justice. Newcastle upon Tyne: Cambridge Scholars Publishing, 2017.
  - If God Were a Human Rights Activist. Stanford: Stanford University Press, 2015.
  - Epistemologies of the South. Justice against Epistemicide. Boulder/Londres: Paradigm Publishers, 2014.
  - The Rise of the Global Left. The World Social Forum and Beyond. Londres: Zed Books, 2006. Também publicado em chinês por Shanghai Bookstore Publishing House, 2013.
  - Toward a New Legal Common Sense. Law, globalization, and emancipation. Londres: Butterworths, 2002. Também publicado em chinês por Cambridge University Press & China Renmin University Press, 2009.
  - Toward a New Common Sense: Law, Science and Politics in the Paradigmatic Transition. Nova Iorque: Routledge, 1995.
- Espanhol:
  - El fin del imperio cognitivo. La afirmación de las epistemologías del sur. Madrid: Editorial Trotta, 2019.
  - Educación para otro mundo posible. Buenos Aires: CLACSO; CEDALC, 2019.
  - Construyendo las Epistemologías del Sur. Antología. Volumen II. Buenos Aires: CLACSO, 2018.
  - Construyendo las Epistemologías del Sur. Antología. Volumen I. Buenos Aires: CLACSO, 2018.
  - (Con Antonio Aguiló) Aprendizajes globales. Descolonizar, desmercantilizar y despatriarcalizar desde epistemologías del Sur. Barcelona: Icaria, 2019.
  - Izquierdas del mundo, ¡uníos! Barcelona: Icaria, 2018; Bogotá: Siglo del Hombre Editores/Siglo Veintiuno Editores, 2019.
  - Las bifurcaciones del orden. Revolución, ciudad, campo e indignación. Madrid: Trotta, 2017.
  - Justicia entre Saberes: Epistemologías del Sur contra el Epistemicidio. Madrid: Ediciones Morata, 2017.
  - Trece cartas a las izquierdas. Bogotá: Ediciones Desde Abajo, 2017.
  - Democracia y transformación social. Ciudad de México: Siglo Veintiuno Editores. Também publicado na Colômbia, por Siglo del Hombres Editores, 2017.
  - La difícil democracia. Una mirada desde la periferia europea. Madrid: Akal, 2016.
  - La universidad en el siglo XXI. Cidade do México: Siglo XXI Editores, 2016.
  - Revueltas de indignación y otras conversas. La Paz: OXFAM; CIDES-UMSA; Ministerio de Autonomías, 2015.
  - Derechos humanos, democracia y desarrollo. Bogotá: Centro de Estudios de Derecho, Justicia y Sociedad, Dejusticia, 2014.
  - Democracia al borde del caos. Ensayo contra la autoflagelación. Bogotá: Siglo Del Hombre Editores/Siglo XXI Editores, 2014.
  - Si Dios fuese un activista de los derechos humanos. Madrid: Editorial Trotta, 2014.
  - De las dualidades a las ecologías. La Paz: REMTE-Red Boliviana de Mujeres Transformando la Economía, 2012.
  - Para descolonizar el occidente. Más allá del pensamiento abismal. San Cristobal de las Casas, Chiapas: Editorial Cideci Unitierra, 2011.
  - Derecho y emancipación. Quito: Corte Constitucional para el Período de Transición, 2011.
  - Refundación del Estado en América Latina. Perspectivas desde una epistemología del Sur. Lima: Instituto Internacional de Derecho y Sociedad; Programa Democracia y Transformación Global. Também publicado na Venezuela, pelas Ediciones IVIC - Instituto Venezuelano de Investigaciones Cientificas, na Bolívia por Plural Editores; na Colômbia, por Siglo del Hombre Editores, 2010, e na Argentina pela Editorial Antropofagia, 2010.
  - Descolonizar el saber, reinventar el poder. Montevideo: Ediciones Trilce, 2010; Chile: LOM Ediciones, 2013.
  - Sociología Jurídica Crítica. Para un nuevo sentido común en el derecho. Madrid: Editorial Trotta, 2009. Também publicado na Argentina por ILSA.
  - Una Epistemologia del Sur. La reinvención del Conocimiento y la Emancipación Social. Buenos Aires: Siglo XXI Editores, CLACSO, 2009.
  - Pensar el Estado y la sociedad: desafíos actuales. La Paz: CLACSO, CIDES-UMSA, Muela del Diablo Editores, Comuna, 2008. Também publicado por CLACSO Ediciones, Waldhuter Editores, 2009.
  - La reinvención del Estado y el Estado plurinacional. Santa Cruz de la Sierra: CENDA, CEJIS, CEDIB, Bolivia, 2007.
  - Conocer desde el Sur. Para una cultura política emancipatória. Lima: Fondo Editorial de la Facultad de Ciencias Sociales de la Universidad Mayor de San Marcos, 2006; Bolívia: Plural Editores, 2008; Santiago de Chile: Editorial Universidad Bolivariana, 2008.
  - Renovar la teoría crítica y reinventar la emancipación social (Encuentros en Buenos Aires). Buenos Aires: Consejo Latinoamericano de Ciencias Sociales – CLACSO, 2006.
  - La universidad popular del siglo XXI. Para una reforma democrática y emancipatória de la universidad. Buenos Aires: Miño y Dávila, LPP-Laboratorio de Políticas Públicas, 2005; Cidade de México: Universidad Nacional Autónoma de México, Centro de Investigaciones Interdisciplinares en Ciencias y Humanidades, 2005; Lima: Fondo Editorial de la Facultad de Ciencias Sociales de la Universidad Mayor de San Marcos, 2006; La Paz: Plural Editores, 2007; Montevideo: Ediciones Trilce, 2010.
  - El milenio huérfano. Ensayos para una nueva cultura política. Madrid: Trotta, 2005.
  - Reinventar la Democracia. Reinventar el Estado. Buenos Aires: CLACSO; Também publicado em Cuba, Havana: Editorial José Martí, 2005.
  - Foro Social Mundial. Manual de Uso. Barcelona: Icaria, 2005.
  - Un discurs sobre les ciènces. Introducció a una ciència postmoderna. Valência: Denes Editorial, Centro de Recursos i Educació Contínua, 2003.
  - La caída del Angelus Novus: ensayos para una nueva teoría social y una nueva práctica política. Bogotá: Instituto Latinoamericano de Servicios Legales Alternativos: Universidad Nacional de Colombia, 2003.
  - Democracia y participación. El ejemplo del presupuesto participativo de Porto Alegre. Mataró: El Viejo Topo, 2003. Também publicado no Equador, Quito: Abya-Yala, 2004.
  - Crítica de la Razón Indolente. Contra el desperdicio de la experiencia. Bilbao: Editora Desclée de Brouwer, 2000.
  - Reinventar la democracia. Reinventar el Estado. Madrid: Sequitur, 1999. Também publicado no Equador, Quito: Abya-Yala, 2004; em Cuba, Havana: Editorial José Martí, 2005; na Argentina, Buenos Aires: CLACSO.
  - De la mano de Alicia. Lo Social y lo político en la postmodernidad. Bogotá: Siglo del Hombre Editores e Universidad de los Andes, 1998.
  - La globalización del derecho: los nuevos caminos de la regulación y la emancipación. Bogotá: ILSA, Ediciones Universidad Nacional de Colombia, 1998.
  - Estado, Derecho y Luchas Sociales. Bogotá: ILSA, 1991.
- Francês:
  - Épistémologies du Sud. Mouvements citoyens et polémique sur la science. Paris: Desclée de Brouwer, 2016.
  - Vers un Nouveau Sens Commun Juridique. Droit, Science et Politique dans la Transition Paradigmatique. Paris: Librairie Général de Droit et Jurisprudence, 2004.
- Italiano:
  - Sinistre di tutto il mondo unitevi! Roma: Castelvecchi, 2019.
  - Diritto ed emancipazione sociale. Troina: Ed. Città Aperta Edizioni, 2008.
  - Il Forum Sociale Mondiale: Verso una globalizzazione antiegemonica. Troina: EdCittà Aperta Edizioni, 2003.

## Prêmios e honrarias
- 1994 - Prémio Pen Club Português 1994 (Ensaio).

- 1996 - Grande-Oficial da Ordem Militar de Sant'Iago da Espada, concedido a 9 de Janeiro pelo Presidente da República Portuguesa.A 30 de Janeiro de 2006 foi feito Comendador da Ordem do Infante D. Henrique.[38]

- 1996 - Grande-Oficial da Ordem de Rio Branco, concedido pelo Presidente da República Federativa do Brasil.

- 1996 - Prêmio Gulbenkian de Ciência 1996.

- 2001 - Prémio Jabuti (Brasil) - Área de Ciências Humanas e Educação.[39]

- 2005 - Prêmio "Reconocimiento al Mérito", concedido pela Universidade Veracruzana, México.

- 2006 - Prêmio de Ensaio Ezequiel Martínez Estrada 2006, da Casa de las Américas, Cuba.

- 2007 - Menção honrosa do "Prémio Libertador ao Pensamento Crítico - 2006", Venezuela.

- 2009 - Prêmio Adam Podgórecki, atribuído pela Associação Internacional de Sociologia.

- 2012 - Doutor honoris causa pela Universidade de Brasília Brasil.

- 2013 - Prémio Nacional de Poesia da Vila de Fânzeres, com a obra "Pomada em Pó" Portugal.

- 2014 - Doutor honoris causa pela Universidade Federal de Sergipe Brasil.

- 2017 - Doutor honoris causa pela Universidade La Salle Brasil

- 2018 - Doutor honoris causa pela Universidade Federal de Pelotas[40] e pela Universidade Católica de Pelotas Brasil em cerimônia conjunta.

- 2019 - Doutor honoris causa pela Universidade Estadual do Maranhão Brasil.